# Ouraï
Ouraï (en russe : Урай) est une ville russe située dans le district autonome des Khantys-Mansis–Iougra, dans le raïon Kondinski. Sa population s'élève à 39 893 habitants en 2014.

## Géographie
Ouraï est arrosée par la rivière Konda et se trouve à 250 km au sud-ouest de Khanty-Mansiïsk, à 333 km au nord de Tioumen et à 1 667 km au nord-est de Moscou.

## Histoire
La localité a été fondée pour héberger les travailleurs employés dans l'extraction pétrolière de la région. Ouraï a le statut ville depuis 1965.
En 1960, le pétrole de Sibérie a commencé à être exploité ici ; champ de Chaïmskoïe. Ouraï est le point de départ de l'oléoduc Chaïm-Tioumen. Les autres activités économiques comprennent l'industrie alimentaire et la construction de logements. Ouraï possède un aéroport.

## Population
Recensements (*) ou estimations de la population
| 1959* | 1970*  | 1979*  | 1989*  | 2002*  |
| ----- | ------ | ------ | ------ | ------ |
| 900   | 17 385 | 21 519 | 37 198 | 38 872 |

| 2006   | 2010*  | 2012   | 2013   | 2014   |
| ------ | ------ | ------ | ------ | ------ |
| 41 491 | 39 457 | 39 456 | 39 893 | 39 893 |